# Patró de fullatge soviètic

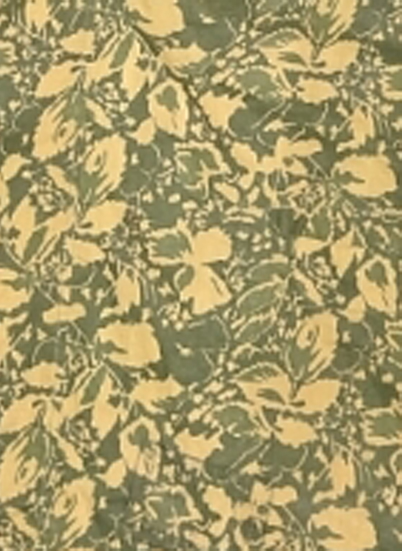
Patró de fullatge soviètic fundacional (1941), variant primavera

Un patró de fullatge per antonomàsia, o d'encuny soviètic, és un patró mimètic que consisteix en una representació naturalista (realisto-figurativa) de fullatge.
Es tracta d'una de les tipologies mimètiques més originals i sorprenents, amb un efecte de conjunt que pot semblar propi d'una representació artística, de l'estampat d'un vestit femení, de guardes de llibre, etc.
Els primers patrons de fullatge foren de creació soviètica, amb diverses variants. Esporàdicament, i en altres estats, han aparegut patrons que, no necessàriament relacionats amb els soviètics, també responen a la definició. El conjunt de tots aquests patrons es pot definir com a constituint una família de patrons de fullatge, estrictament tipològica i summament caracteritzada, però amb pocs representants.

## Patrons de fullatge soviètics
El primer patró de fullatge soviètic (fullatge I), i fundador de la tipologia, fou introduït per l'Exèrcit Roig el 1941. De traçat inusitadament realista, tenia dues versions: primavera, de dominància verda; i tardor, de dominància bruna; en ambdós casos el fons era pàl·lid, i podia anar d'un caqui beix al blanc, passant pel groc. A voltes se li dona el nom, poc específic, de létniï kamufliaj ('camuflatge estiuenc'); algunes fonts russes actuals l'anomenen lístvenni les ('bosc caducifoli'). Aquest patró s'estampà sobre els mateixos models de sobreuniforme que el patró ameba coetani: MK (maskiróvotxni kombinezon 'granota mimètica' o 'granota d'ocultació'), d'una peça; i MKK (maskiróvotxni kamuflírovanni kostiüm 'conjunt [o uniforme] mimètic d'ocultació'), de dues peces. Els sobreuniformes podien ser reversibles (primavera/tardor). Per a ús exclusiu de tropes d'elit, aquestes peces s'usaren fins als anys seixanta, almenys, moment en què part de les existències se cediren a les tropes d'elit romaneses.
Hi ha una altra versió d'aquest patró (fullatge Ib) en què, damunt un fons compacte en verd intens, el perfil i els nervis de les fulles estan traçats de manera realista, però sobre fons blanc, amb un efecte de conjunt més nu. Se li atribueix el nom de listopad kamufliaj ('camuflatge tardoral' o, literalment, 'camuflatge de fulles caigudes'); segons algunes fonts russes actuals, el nom oficial era, simplement, vétotxki ('branquetes'). Alguns el consideren un prototip que no arribà a produir-se industrialment; d'altres, un simple error del procés d'estampat.
Entorn de 1948 sorgí un segon patró de fullatge (fullatge II): d'un figurativisme més esquemàtic, sobre fons uniforme molt clar (blanc, groc o beix pàl·lid), les fulles, en verd intens, eren taques de color compacte, amb només el perfil traçat de forma realista. Segons algunes fonts russes actuals, el nom oficial era lístiki ('fulles'). Aquest patró s'estampà sobre granotes MK, i era reversible a una versió quadriculada i més fosca, potser per a ús nocturn. No sembla que aquestes peces es distribuïssin en gran nombre.
Existeix un patró desèrtic, molt posterior, que alguns identifiquen com a darrera versió de fullatge (fullatge III), i altres com a variant de beriozka. Consisteix en fulles perfilades en ocre sobre fons sorra molt pàl·lid, amb fulles menors i taquetes en verd intens; el perfilatge de les fulles presenta el traçat esglaonat típic del beriozka. Segons algunes fonts russes actuals, el nom oficial d'aquest patró era lístvinni tip ('tipus desèrtic'). Aparegut entorn de 1970, aquest patró fou el propi del sobreuniforme desèrtic PMK (pustínoi maskiróvotxni kombinezon, 'granota d'ocultació desèrtica'), segons sembla destinat als assessors soviètics desplegats a Àfrica; algunes unitats especials l'usaren en la Guerra de l'Afganistan.

## Patrons de fullatge derivats dels soviètics
En la postguerra, en altres exèrcits del Pacte de Varsòvia aparegueren almenys dos nous patrons de fullatge derivats de la tradició soviètica, els quals s'usaven en sobreuniformes, generalment de dues peces, destinats a forces d'elit.
El primer patró, sorgit a inicis dels anys cinquanta, fou l'anomenat pietruszka ('julivert') polonès. Presenta fulles verdes, en forma com de julivert, sobre fons beix-sorra de to pàl·lid. Entorn de 1960 totes les existències de pietruszka foren cedides a les forces d'elit romaneses, en què el patró es conegué col·loquialment com a persilla. En anglès el nom s'ha adaptat en parsley ('julivert').
El segon patró, de disseny autòcton romanès i datat dels anys seixanta, sembla un negatiu de fullatge I realitzat en caqui rosat i verd viu.
De fet, entre els anys seixanta i inicis dels noranta els usuaris principals de patrons de fullatge foren les tropes d'elit romaneses, que usaven concorrentment sobreuniformes en tres patrons de la família: fullatge I (primer de cessió soviètica, després de confecció pròpia); el patró «negatiu» bicolor citat; i persilla (primer de cessió polonesa, després de confecció pròpia).

## Altres patrons de fullatge
Hi ha hagut altres exèrcits que han desenvolupat patrons de fullatge ben realistes, però independentment de la línia soviètica.
El cas més destacat és el patró wine leaf ('fulla de vinya'), amb fullatge de colors compactes i molt vius. Era la cara principal de dues peces mimètiques reversibles usades pels marines estatunidencs (USMC): la tenda-ponxo Mitchell (Mitchell shelter half, 1953); i la popular funda de casc Mitchell (Mitchell cover, 1959), que esdevindria emblemàtica de la Guerra del Vietnam. Ambdues peces foren retirades pels volts de 1977.

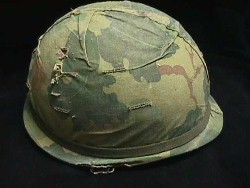
Patró de fullatge wine leaf en una funda Mitchell

Entre els anys setanta i vuitanta les forces d'elit d'Indonèsia, Tailàndia i l'Uruguai –sobretot els paracaigudistes-- empraren còpies o imitacions del patró wine leaf com a superfície de llurs uniformes mimètics, amb alguna versió reacolorida (Uruguai) o reversible a altres tons de wine leaf (Indonèsia). La producció tai també fou usada per la guerrilla karen (KNLA) en la lluita contra les autoritats birmanes.
Un altre patró de fullatge de disseny independent fou l'anomenat fulla d'om, usat per les tropes especials del Ministeri de l'Interior cubà entre els anys seixanta i vuitanta. Presenta fulles verdes i marró clar sobre fons negre, amb efecte tardoral.